# Тауакул Карман
Тауакул Абд ас-Салям Карман (на арабски: توكل عبد السلام خالد كرمان) е йеменска журналистка и политик от партията „Ислах“, носителка на Нобелова награда за мир за 2011 г., заедно с Елен Джонсън Сърлиф и Лейма Гбоуи, „за ненасилствената им борба за сигурност на жените и за пълноправното им участие в изграждането на мира".

## Биография
Родена е на 7 февруари 1979 година в Таиз, Северен Йемен, в семейството на юрист и политик. Завършва политология в Университета на Сана. Развива активна обществена дейност в подкрепа на свободата на печата, а през 2011 година е сред водачите на Йеменските протести.